# دپردوسین تی‌تی
دپردوسین تی‌تی (به انگلیسی: Deperdussin_TT) یک هواگرد ملخ‌پیشین تک‌موتوره از نوع تک باله چند منظوره ساخت شرکت Société Pour les Appareils Deperdussin است. این هواگرد در سال ۱۹۱۲ میلادی رسماً معرفی گردید.